# کالین کاظم ریچاردز
کالین کاظم ریچاردز (هلندی: Colin Kazim-Richards؛ زادهٔ ۲۶ اوت ۱۹۸۶) بازیکن سابق فوتبال حرفه‌ای است. او در لندن زاده شده؛ مادرش از ترک‌های قبرس و پدرش اهل آنتیگوا است.

## باشگاهی
از باشگاه‌هایی که در آن بازی کرده‌است می‌توان به بری، برایتون اند هوو آلبیون، شفیلد یونایتد، فنرباغچه، تولوز، گالاتاسرای، المپیاکوس، بلکبرن روورز، بورسااسپور، فاینورد، سلتیک، کوریتیبا، کورینتیانس، پاچوکا و دربی کانتی اشاره کرد.